# Cherry Green
Cherry Green of Chaureth Green is een gehucht in het bestuurlijke gebied Uttlesford, in het Engelse graafschap Essex. Het maakt deel van de civil parish Broxted. Het dorp heeft een viertal gebouwen op de Britse monumentenlijst, waaronder het zeventiende-eeuwse 'Chaureth Hall'.